# 烏帽子

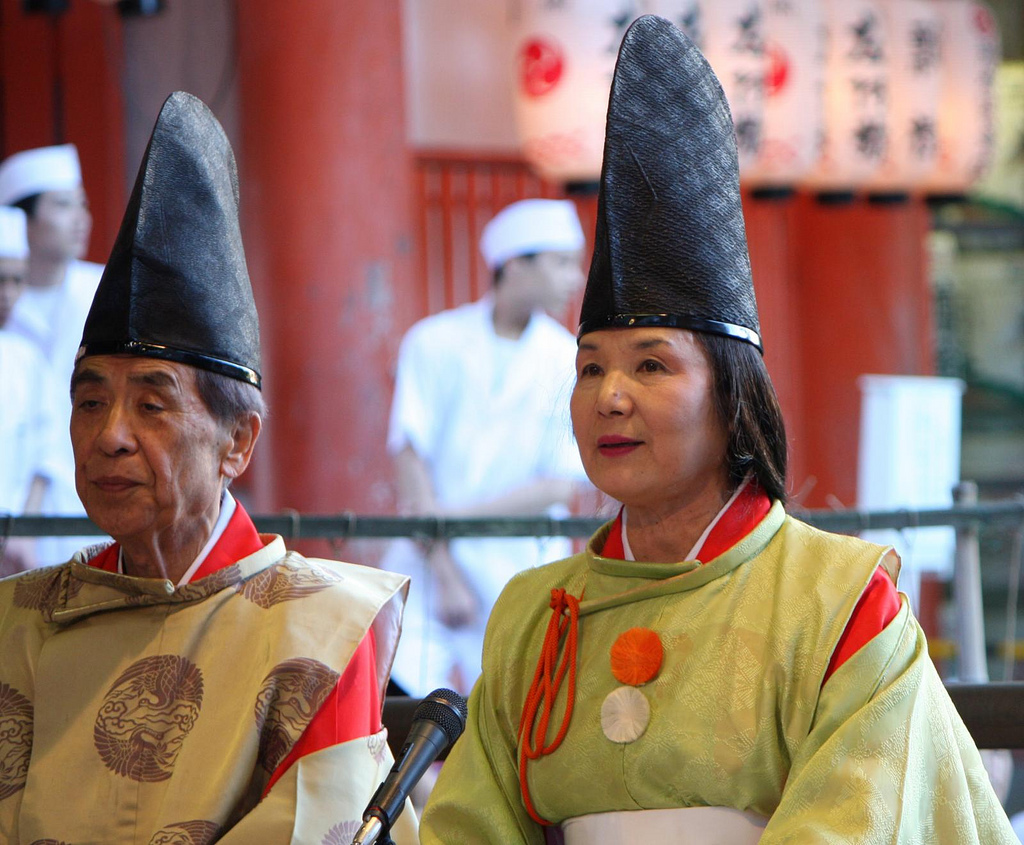
烏帽子

烏帽子（えぼし）は、平安時代から現代にかけて和装での礼服着装の際に成人男性が被った帽子のこと。

## 概要

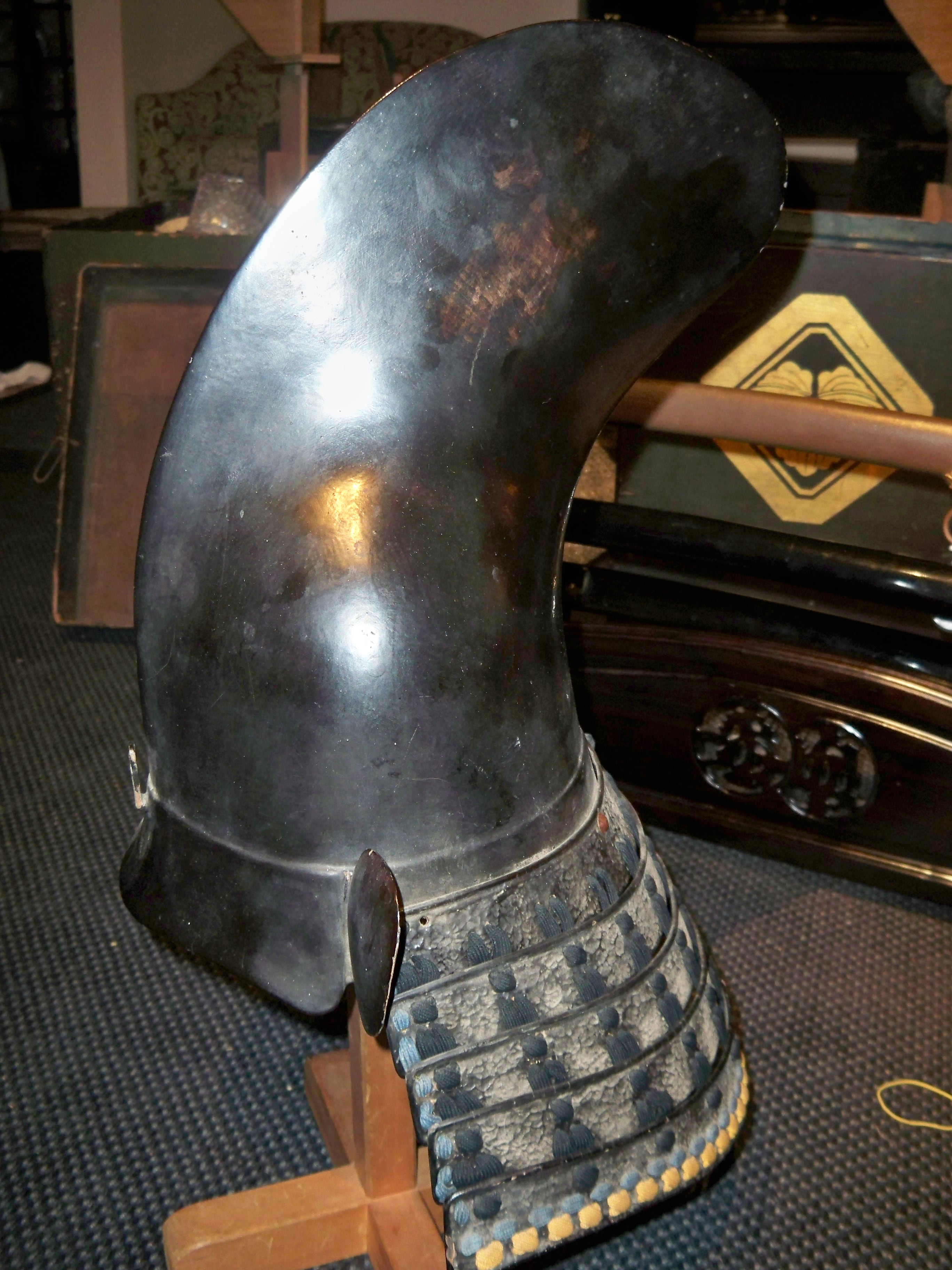
烏帽子形（えぼしなり）の兜

初期は黒漆塗りの絹や麻で仕立てたものであり、しなやかな素材であったが、平安時代末期の頃には紙を黒漆で固めたものに変わる。庶民のものは麻糸を織ったものである。衣装の格式や着装者の身分によっていくつかの種類があり、厳格に使い分けた。正装の際にかぶる冠より格式が落ち、平安から室町にかけては普段着に合わせて着装した。中国の烏帽が原型ではないかという説がある。

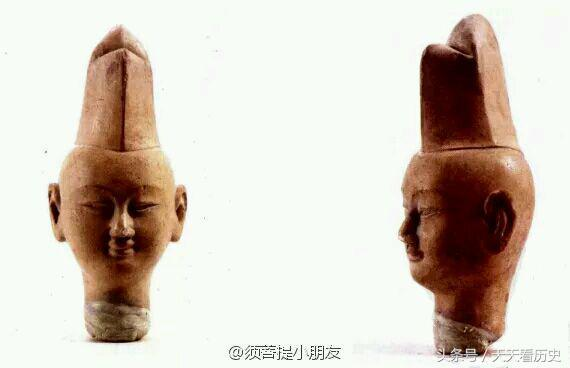
魏晋朝の烏帽
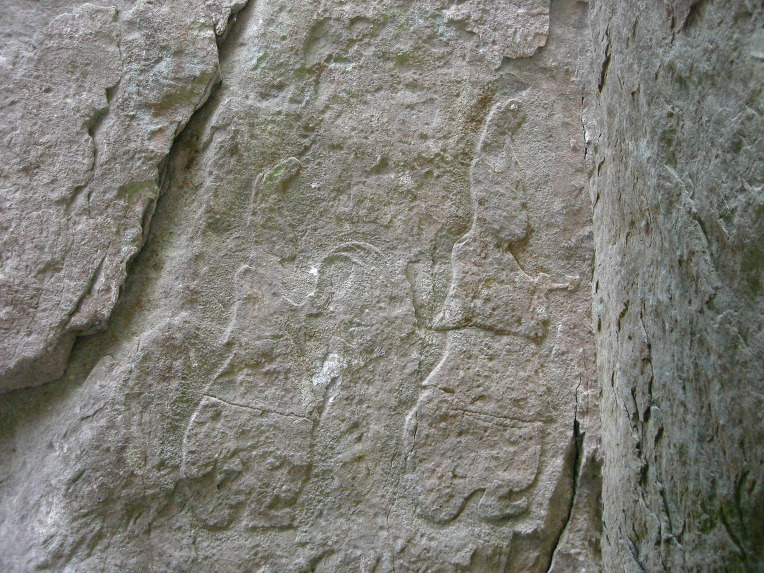
7世紀初に造成した慶州断石山神仙寺磨崖仏佛群に見える新羅人供養像の烏帽。

本来男性用であるが、白拍子など女性が被る場合もある。
平安以降、次第に庶民にも普及し、鎌倉から室町前半にかけては被り物がないのを恥とする習慣が生まれた。例えば「東北院職人歌合絵巻」（東京国立博物館蔵、重要文化財）には、身ぐるみ失った博徒がまだ烏帽子を着けている様子が描かれている。つまり、烏帽子は当時の男性の象徴であり、これを取られる（または脱がされる）ことは屈辱的、恥辱的行為であり、紛争の発端になりやすかった。細川政元は数々の奇行で知られたが、烏帽子を嫌って被らなかったことも奇行として捉えられていた。しかし戦国時代以降、逆に日常は髷を露出し被り物を着けないのが普通となった。
明治以降は髷を結う習慣が失われたため、頭にすっぽりとかぶり掛緒を顎にかけて固定するタイプのものが用いられることが多くなったが、これに反して、明治初期の公家は大きい烏帽子を多用していた。
烏帽子形（えぼしなり）の兜は、烏帽子を模した、あるいは烏帽子に似た形状から、このように呼ばれる。
昭和15年（1940年）に制定された国民服（甲号）の帽子のデザインは、烏帽子をイメージしたものであるとされている。
現代日本では、烏帽子が用いられる場面としては、神道・神社の神職、大相撲の行司、雅楽装束、時代劇、一部の伝統行事、歴史をイメージしたイベントなどが挙げられる。

## 作り方
材料は和紙、特に明治以前の物の質が良い。洋紙を使ったものもあるが、和紙は軽くて繊維も長いことから丈夫に加工できる。和紙に糊を塗り3枚重ね、くしゃくしゃに丸めて糊を馴染ませていく。「しぼ」（烏帽子の凹凸）が象られた銅板に載せ、ささら（刷毛状の道具）で「しぼ」を浮き立たせる。乾燥させた後、柿渋を塗り2枚を繋ぎ縁を付け、立体にするため金属の型に巻き付け糊と小手で接着し温める。烏帽子正面の「顔」を整えて中心と縁に縁取りを巻き、漆を塗って仕上げる。
烏帽子職人の数は少なくなっている。

## 烏帽子親・烏帽子子
武家の元服の儀式で新成人（烏帽子子）の後見人を勤める者を「烏帽子親」と呼ぶ。平安時代の初冠の儀に由来するもので、宮中の位階を持つ貴族が冠を着用するのに対して烏帽子を持ち出したのが由来。どちらにしても、この日を境に男性は頭に冠や烏帽子をかぶり、大人社会に迎えられる。
ちなみに、平安時代の子供が遊びの中で大人を真似て、烏帽子の代わりに額に結わえつけた三角の布が、後に死者の威儀を正すために死装束に加えられた。ただし、色のみ黒ではなく死装束の色である白に変わっている。

## 烏帽子の種類

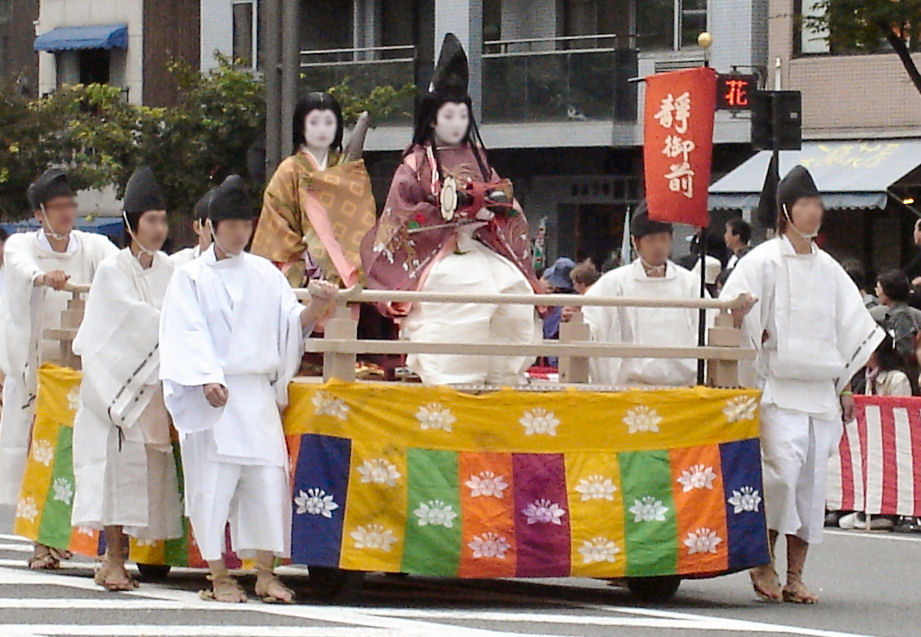
立烏帽子（中央女性の被りもの）と張烏帽子（周囲に従う男性の被りもの）

立烏帽子
烏帽子の中では最も格式が高い。狩衣（まれに直衣にも）に合わせ、左右から押しつぶした円筒形。室町時代までは上記の形状であったが、それ以降は箱型のものが主流となった。現代でも神職などが着用する。金色のものは祭りに参加する稚児の衣装として、現代でも見ることができる。艶消しのものは葬祭用とされる。
折烏帽子
広義には立烏帽子を折ったものの総称。
狭義には中世において髻巾子形の部のみを残して他をすべて折り平めて、動作に便宜なようにした烏帽子で、「侍烏帽子」と呼ばれ武士や庶民が使用した。現代でも大相撲の行司が着用する。室町時代末に形式化して、江戸時代には素襖着用時の舟形の被り物になり、納豆の包装に似ていることから「納豆烏帽子」とも呼ばれた。
揉烏帽子
薄布を用い、五倍子で染めたり軽く漆をかけて揉んだりして柔らかくした烏帽子。
萎烏帽子
揉烏帽子と違い、漆で塗りかためない、しなやかな烏帽子。武士は兜の下に被ったが、一般男性にも常用された。
鉄烏帽子
文字通り、鉄製の烏帽子。闘鶏神社に湛増が用いたとされる鉄烏帽子が伝えられている。
風折烏帽子
鵜匠が被る烏帽子。1枚の麻布を頭に巻いて、頭髪をかがり火の粉から守る。また立烏帽子の上部を折ったものも風折烏帽子と呼ばれる。
神道烏帽子
神社で神職が使用する烏帽子は通常、立烏帽子である。また、舟型侍烏帽子、御三年侍烏帽子、行司烏帽子、白張烏帽子、平礼烏帽子、引立烏帽子、平安朝式高烏帽子、風折烏帽子、福娘金烏帽子などを使用する神社もある。なお、立烏帽子には懐中用、懐中用張貫、柳絞ふくらなどのタイプがある。風折烏帽子にも懐中用がある。また烏帽子を収納する錦製の「烏帽子入」というものもある。一方、烏帽子をかぶった時の額の汗を取るための汗取シートやパッド類も販売されている。なお、神社本庁の「常装」は「立烏帽子・掛緒紙練」であるが、出雲大社は「烏帽子・紫打紐（三級以下紙捻）」を用いる。また、神社本庁女子神職は「黒紗額当」を用いるが、出雲大社では女子も「烏帽子」を使用するが、その場合、狩衣と袴と笏と沓を用いることになっている。

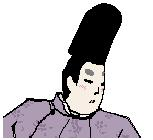
立烏帽子
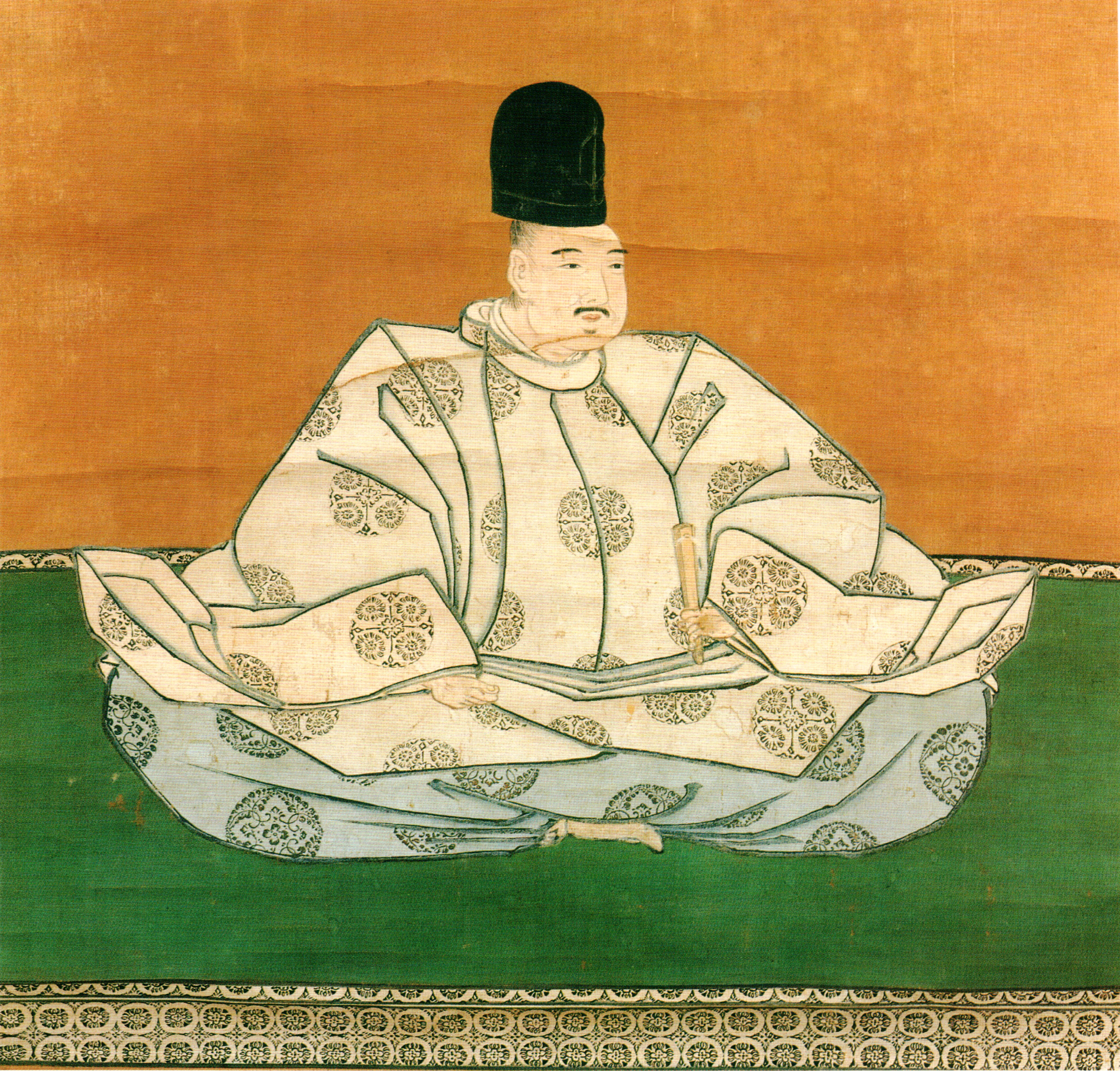
立烏帽子：広橋兼勝肖像
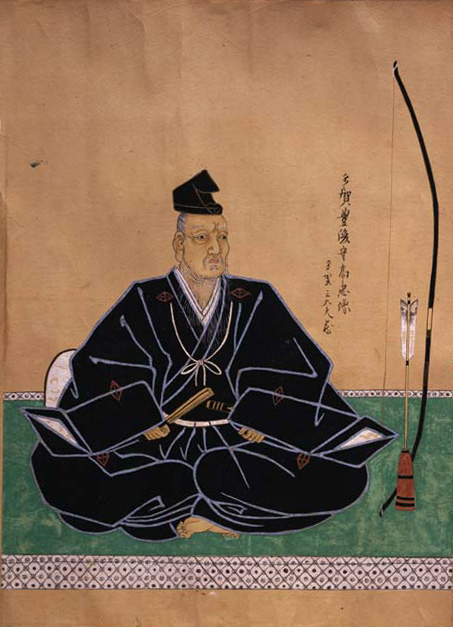
折烏帽子：多賀高忠肖像
折烏帽子：鷹見泉石肖像 （渡辺崋山筆）、天保8年（1837年）の作。東京国立博物館蔵。国宝